# Österreich-Rundfahrt
Österreich-Rundfahrt (ang. Tour of Austria, pol. Dookoła Austrii) – wieloetapowy wyścig kolarski rozgrywany w Austrii, co roku w lipcu (wcześniej w czerwcu). Od 2005 należy do cyklu UCI Europe Tour, wówczas mając kat. 2.1, a od 2006 ma najwyższą po UCI ProTour kategorię 2.HC. Od 2016 wyścig posiada kategorię 2.1.
Wyścig odbył się po raz pierwszy w 1949 i organizowany jest co rok (w 2002 pod nazwą Bank Austria Tour, w latach 2003–2004 Wiesbauer-Tour, w latach 2005–2006 Hervis-Tour). Od 1996 w wyścigu startują kolarze profesjonalni. Rekordzistą pod względem zwycięstw w klasyfikacji generalnej jest kolarz gospodarzy Wolfgang Steinmayr – cztery triumfy.

## Zwycięzcy
Opracowano na podstawie:
| Rok  | Pierwsze             | Drugie                 | Trzecie               |          |
| ---- | -------------------- | ---------------------- | --------------------- | -------- |
| 1947 | Robert Renoncé       | Roger Ilitch           | Rudi Valenta          |          |
| 1948 | Raymond Colliot      | Hans Goldschmid        | Roger Dagorn          |          |
| 1949 | Richard Menapace     | Franz Deutsch          | Lucien Fixot          |          |
| 1950 | Richard Menapace     | André Hoffmann         | Kurt Schneider        |          |
| 1951 | Franz Deutsch        | Josef Hammerl          | Charly Gaul           |          |
| 1952 | Franz Deutsch        | Charly Gaul            | Franz Reitz           |          |
| 1953 | François Gelhausen   | Jean-Pierre Schmitz    | Adolf Christian       |          |
| 1954 | Adolf Christian      | Walter Müller          | André Messelis        |          |
| 1955 | Lasse Nordvall       | Adolf Christian        | Franz Deutsch         |          |
| 1956 | Roland Ströhm        | Eduard Ignatovicz      | Gunnar Göransson      |          |
| 1957 | Gunnar Göransson     | Richard Durlacher      | Stefan Mascha         |          |
| 1958 | Richard Durlacher    | Kurt Schweiger         | Stefan Mascha         |          |
| 1959 | Stefan Mascha        | Constant Goosens       | Herbert Kaupe         |          |
| 1960 | René Lotz            | Felix Damm             | Fritz Inthaler        |          |
| 1961 | Stefan Mascha        | Martin Van Den Bossche | Walter Müller         |          |
| 1962 | Walter Müller        | Adolf Christian        | Gustav-Adolf Schur    |          |
| 1963 | Jan Pieterse         | Felix Damm             | Arie den Hartog       |          |
| 1964 | Edy Schütz           | Johny Schleck          | Christian Frisch      |          |
| 1965 | Hans Furian          | Józef Beker            | Ryszard Zapała        |          |
| 1966 | Hans Furian          | Rolf Eberl             | Hans Königshofer      |          |
| 1967 | Marinus Wagtmans     | Rudi Valenčič          | Fedor den Hertog      |          |
| 1968 | Jan Krekels          | Georg Postl            | Czesław Polewiak      |          |
| 1969 | Matthijs de Koning   | Wolfgang Steinmayr     | Joop Zoetemelk        |          |
| 1970 | Rudolf Mitteregger   | Hans Oberndorfer       | Hans Königshofer      |          |
| 1971 | Roman Humenberger    | Rudolf Mitteregger     | Wolfgang Steinmayr    |          |
| 1972 | Wolfgang Steinmayr   | Rudolf Mitteregger     | Claudio Morelli       |          |
| 1973 | Wolfgang Steinmayr   | Władisław Nielubin     | Rudolf Mitteregger    |          |
| 1974 | Rudolf Mitteregger   | Yuri Lavyrushkin       | Sigi Denk             |          |
| 1975 | Wolfgang Steinmayr   | Rudolf Mitteregger     | Roman Humenberger     |          |
| 1976 | Wolfgang Steinmayr   | Luca Olivetto          | Roman Humenberger     |          |
| 1977 | Rudolf Mitteregger   | Jiří Konečný           | Svatopluk Henke       |          |
| 1978 | Jostein Wilmann      | Stefan Mutter          | Erich Jagsch          |          |
| 1979 | Herbert Spindler     | Rudolf Mitteregger     | Tadeusz Wojtas        |          |
| 1980 | Geir Digerud         | Morten Sæther          | Johann Traxler        |          |
| 1981 | Gerhard Zadrobilek   | Mieczysław Korycki     | Harald Maier          |          |
| 1982 | Helmut Wechselberger | Andrzej Mierzejewski   | Libor Matejka         |          |
| 1983 | Kurt Zellhofer       | Helmut Wechselberger   | Lubomir Burda         |          |
| 1984 | Stefan Maurer        | Aleksandr Krasnow      | Lubomir Burda         |          |
| 1985 | Olaf Jentzsch        | Libor Matejka          | Primož Čerin          |          |
| 1986 | Helmut Wechselberger | Richard Trinkler       | Libor Matejka         |          |
| 1987 | Dmitrij Konyszew     | Helmut Wechselberger   | Sergei Uslamin        |          |
| 1988 | Dietmar Hauer        | Gerd Audehm            | Stephan Gottschling   |          |
| 1989 | Valter Bonča         | Peter Lammer           | Arne Aadnøy           |          |
| 1990 | Dietmar Hauer        | Roman Kreuziger        | Stephan Gottschling   |          |
| 1991 | Roman Kreuziger      | Luis Espinosa          | Lars Kristian Johnsen |          |
| 1992 | Valter Bonča         | Peter Luttenberger     | Dietmar Hauer         |          |
| 1993 | Georg Totschnig      | Roland Meier           | Roman Kreuziger       |          |
| 1994 | Harald Morscher      | Koos Moerenhout        | Lars Kristian Johnsen |          |
| 1995 | Steffen Kjærgaard    | František Trkal        | Glenn D'Hollander     |          |
| 1996 | Frank Vandenbroucke  | Luc Roosen             | Franco Ballerini      |          |
| 1997 | Daniele Nardello     | Frank Vandenbroucke    | Oscar Camenzind       |          |
| 1998 | Beat Zberg           | Philipp Buschor        | Matteo Tosatto        |          |
| 1999 | Maurizio Vandelli    | Georg Totschnig        | Branko Filip          |          |
| 2000 | Georg Totschnig      | Hannes Hempel          | Maurizio Vandelli     |          |
| 2001 | Cadel Evans          | Hans-Peter Obwaller    | Paolo Tiralongo       |          |
| 2002 | Gerrit Glomser       | Hans-Peter Obwaller    | Franco Ballerini      |          |
| 2003 | Gerrit Glomser       | Jure Golčer            | Hans-Peter Obwaller   |          |
| 2004 | Cadel Evans          | Michele Scarponi       | Maurizio Vandelli     |          |
| 2005 | Juan Miguel Mercado  | Johann Tschopp         | Gerhard Trampusch     |          |
| 2006 | Tom Danielson        | Rusłan Pidhorny        | Christian Pfannberger |          |
| 2007 | Stijn Devolder       | Thomas Rohregger       | Jure Golčer           |          |
| 2008 | Thomas Rohregger     | Władimir Gusiew        | Rusłan Pidhorny       |          |
| 2009 | Michael Albasini     | Rusłan Pidhorny        | Branisłau Samojłau    |          |
| 2010 | Riccardo Riccò       | Sergio Pardilla        | Emanuele Sella        |          |
| 2011 | Fredrik Kessiakoff   | Leopold König          | Carlos Sastre         |          |
| 2012 | Jakob Fuglsang       | Steve Morabito         | Robert Vrečer         |          |
| 2013 | Riccardo Zoidl       | Aleksandr Djaczenko    | Kevin Seeldraeyers    |          |
| 2014 | Peter Kennaugh       | Javier Moreno          | Damiano Caruso        |          |
| 2015 | Víctor de la Parte   | Ben Hermans            | Jan Hirt              |          |
| 2016 | Jan Hirt             | Guillaume Martin       | Patrick Schelling     |          |
| 2017 | Delio Fernández      | Miguel Ángel López     | Felix Großschartner   |          |
| 2018 | Ben Hermans          | Hermann Pernsteiner    | Dario Cataldo         |          |
| 2019 | Ben Hermans          | Eduardo Sepúlveda      | Stefan de Bod         |          |
| 2021 | odwołany             | odwołany               | odwołany              | odwołany |
| 2023 | Jhonatan Narváez     | Jason Osborne          | Jesús David Peña      |          |
| 2024 | Diego Ulissi         | Brandon Rivera         | Magnus Sheffield      |          |
| 2025 |                      |                        |                       |          |